# Cocido zamorano
El cocido zamorano es uno de los cocidos de la provincia de Zamora (España). Favorecido e identificado gracias a la abundante producción garbancera de la provincia (concretamente del municipio de Fuentesaúco). Es ciertamente este cocido similar en contenido al cocido gallego y al cocido maragato, aunque posee algunas diferencias como la mezcla de ingredientes diferenciadores como el arroz y unas judías blancas. Existen recetas más o menos populares, así como fiestas temáticas que favorecen y divulgan su preparación a lo largo de la provincia. Suele prepararse tras las matanza cuando los chorizos empiezan a estar maduros. 